# Lars Axel Alfred Aulin
Lars Axel Alfred Aulin, född 10 juni 1826, död 16 september 1869, var en svensk läroboksförfattare. Han var gift med Edla Valborg Holmberg och far till Valborg Aulin och Tor Aulin.
Aulin föddes på Rånäs bruk i Roslagen som son till bruksinspektoren Olof Anders Aulin och hans hustru Emma Altén. År 1861 promoverades han till filosofie magister i Uppsala och framträdde med ett arbete över sin älsklingsförfattare Kallimachos. Studier över denne skald sysselsatte honom under hela hansl levna, och på dödsbädden testamenterade han sina anteckningar häröver till en av sina närmaste vänner. 1856 kallades han till docent vid universitetet i Uppsala, och utnämndes 1858 till lektor i Gävle, och blev slutligen lektor i Stockholm 1862. 
Redan från början av sin lärarverksamhet ägnade Aulin stor del av sin tid åt att skriva nya läroböcker i sitt ämne. År 1853 utgav han en bearbetning av Krügers Grekisk grammatik för nybegynnare, 1859 kom Grekiska skriföfningar, samma år Herodoteisk form: lära, Xenophon Anabasis jämte kommentar och lexikon (1861), Grekisk läsebok, Homerus, Odyssée, sex sånger (1864), och Homeri Ilias, sex sånger (1865). Aulin grundade 1865 Pedagogisk tidskrift och redigerade den fram till sin död.